# Nina Smoléieva
Nina Smoléieva (rus: Ни́на Никола́евна Смоле́ева)  (Vólkhov, 28 de març de 1948) va ser una jugadora de voleibol russa que va competir per la Unió Soviètica durant les dècades de 1960 i 1970.
Durant la seva carrera esportiva va prendre part en tres edicions dels Jocs Olímpics. Va guanyar la medalla d'or en la competició de voleibol de les edicions de 1968 i 1972 i la de plata el 1976.
En el seu palmarès també destaca la victòria al Campionat del Món de voleibol de 1970 i la medalla de bronze al de 1978. El 1973 guanyà la Copa del Món de voleibol i també guanyà quatre edicions del Campionat d'Europa, totes les disputades entre 1967 i 1977. A nivell de clubs jugà al Dinamo de Moscou, amb qui guanyà sis edicions de la lliga soviètica i sis de la Copa d'Europa de voleibol
En finalitzar la seva carrera esportiva passà a exercir d'entrenadora. El 2006 fou inclosa al Saló de la Fama de Voleibol.